# Maya Stojan
Maya Stojan (Ginevra, 28 giugno 1986) è un'attrice svizzera residente negli Stati Uniti d'America, maggiormente nota per il suo ruolo di Tory Ellis in Castle e dell'Agente 33 in Agents of S.H.I.E.L.D.

## Biografia

### Infanzia e gioventù
Nata a Ginevra, Svizzera, da padre ceco e madre singalese, Maya Stojan ha una sorella maggiore, è stata cresciuta bilingue e parla correttamente l'inglese e il francese. Dopo aver frequentato l'Ecole Internationale de Genève si trasferisce negli Stati Uniti per proseguire gli studi iscrivendosi alla Hartt School of Theatre and Music di West Hartford, Connecticut, e conseguendo un Bachelor of Arts nel 2008.
Successivamente si trasferisce a Los Angeles, California, per intraprendere la carriera recitativa proseguendo, contemporaneamente, i suoi studi in campo attoriale prendendo lezioni da Donovan Scott, Ivana Chubbuck e Carolyne Barry.

### La carriera
Dopo aver preso parte a vari cortometraggi e film indipendenti, compare in qualità di guest star in serie televisive quali Entourage, Criminal Minds e Ricomincio... dai miei finché, nel 2013, compare in alcuni episodi della quinta stagione di Castle nei panni di un'agente del NYPD esperta di tecnologia inizialmente innominata che diviene poi un personaggio ricorrente rivelando di chiamarsi Tory Ellis e collaborando sempre più di frequente alle indagini dei protagonisti come membro del team di Kate Beckett.
Nel 2014 ottiene il ruolo dell'Agente 33 nella seconda stagione della serie Marvel Television Agents of S.H.I.E.L.D..

## Vita privata
Stojan pratica quotidianamente lo yoga e la meditazione trascendentale, è un'appassionata cinefila ed un'amante del golf fin da bambina.

## Filmografia

### Cinema
- I Kill to Live, regia di Marc Howell – cortometraggio (2009)
- Chasing Forever, regia di Karl Nickoley – cortometraggio (2009)
- Bad Cop - Polizia violenta (Sinners & Saints), regia di William Kaufman (2010)
- The Prometheus Project, regia di Sean Tretta (2010)
- Irish Eyes, regia di Jason Kropik e Chris Wax – cortometraggio (2011)
- The Faithful, regia di Jason Kropik e Chris Wax – cortometraggio (2011)
- Plan B, regia di Jonathan Heap – cortometraggio (2012)
- I Cut I, regia di Dino Dumandan – cortometraggio (2012)
- Revenge - Vendetta privata (The Contractor), regia di Sean Olson (2013)
- Elwood, regia di Louis Mandylor – cortometraggio (2014)
- I'm Patrick, and You're Insane, regia di W. Alex Reeves – cortometraggio (2015)
- The Dalhia Knights, regia di Milos Twilight (2015)
- Sharknado 4 (Sharknado: The 4th Awakens), regia di Anthony C. Ferrante (2016)
- Newness, regia di Drake Doremus (2017)
- Senior Moment, regia di Giorgio Serafini (2017)
- The Split, regia di Melissa Burns – cortometraggio (2018)
- Flashout, regia di Richard Lerner (2018)
- Precious Thyme, regia di Blake West – cortometraggio (2018)
- Case 347, regia di Chris Wax (2018)
- 3 Day Weekend, regia di Wyatt McDill (2018)
- Relazione pericolosa (Fatal Affair), regia di Peter Sullivan (2020)

### Televisione
- Entourage – serie TV, episodio 7x05 (2010)
- Criminal Minds – serie TV, episodio 8x10 (2012)
- Anatomy of Violence, regia di Mark Pellington – film TV (2013)
- Ricomincio... dai miei (How to Live with Your Parents (For the Rest of Your Life)) – serie TV, episodio 1x12 (2013)
- Castle – serie TV, 26 episodi (2013-2015)
- High School Possession, regia di Peter Sullivan – film TV (2014)
- That Guy: Pilot, regia di Blake West – film TV (2014)
- Agents of S.H.I.E.L.D. – serie TV, 10 episodi (2014-2015)
- NCIS - Unità anticrimine (NCIS) – serie TV, episodio 13x14 (2016)
- Grey's Anatomy – serie TV, episodio 12x11 (2016)
- Uno chef in corsia (Diagnosis Delicious), regia di Ron Oliver – film TV (2016)
- Madtown, regia di Peter Alton – film TV (2017)
- Magnum P.I. – serie TV, episodi 1x12-4x13 (2022)
- NCIS: Hawai'i – serie TV, episodio 2x10 (2023)
- NCIS: Los Angeles – serie TV, episodio 14x10 (2023)

### Webserie
- Bad Weather Films – webserie, episodio 1x31 (2012)

## Doppiatrici italiane
Nelle versioni in italiano delle opere in cui ha recitato, Maya Stojan è stata doppiata da:
- Chiara Gioncardi in NCIS - Unità anticrimine, Grey's Anatomy, Uno chef in corsia
- Benedetta Degli Innocenti in Agents of S.H.I.E.L.D., Magnum P.I.
- Barbara De Bortoli in Castle